# Калантырь (посёлок)
Калантырь — исчезнувший посёлок в Локтевском районе Алтайского края России. Располагался на территории современного Новенского сельсовета.

## География
Располагался в 4 км к юго-западу от села Новенькое.

## История
Основан в 1911 году.
В 1928 году выселок Калантырь состоял из 57 хозяйств. В составе Асенкритовского сельсовета Локтевского района Рубцовского округа Сибирского края.
Исключён из учётных данных в 2008 г.

## Население
национальный и гендерный состав
В 1926 году на выселке проживало 298 человек (144 мужчины и 154 женщины), основное население — украинцы
Согласно результатам переписи 2002 года, в национальной структуре населения русские составляли 100 % из 2 жителей.